# 森田子龍
森田 子龍（もりた しりゅう、1912年6月24日 - 1998年12月1日）は、日本の書家。兵庫県豊岡市出身。本名は「森田 清」。蒼龍社主宰・墨美社主宰。豊岡中卒。上田桑鳩に師事。1952年に「墨人会」を創立し、抽象画としての墨象の地位を確立する。主な作品に『龍知龍』などがある。

## 受賞歴
- 日満書道展文部大臣賞（昭和13年）
- 京都府美術工芸功労者（昭和53年）
- 京都市文化功労者（昭和55年）
- 京都新聞文化賞（昭和59年）
- 紺綬褒章（平成12年）

## 著書
- 「書―生き方のかたち」
- 「書と抽象絵画」
- 「書と墨象」など